# 中華民國—波士尼亞與赫塞哥維納關係
中華民國與波斯尼亚和黑塞哥维那（通稱波士尼亞、波赫）無正式外交關係，目前也沒有在對方首都互設具大使館功能的代表機構。對波赫的相關事務由駐匈牙利臺北代表處兼轄。

## 政治

### 外交

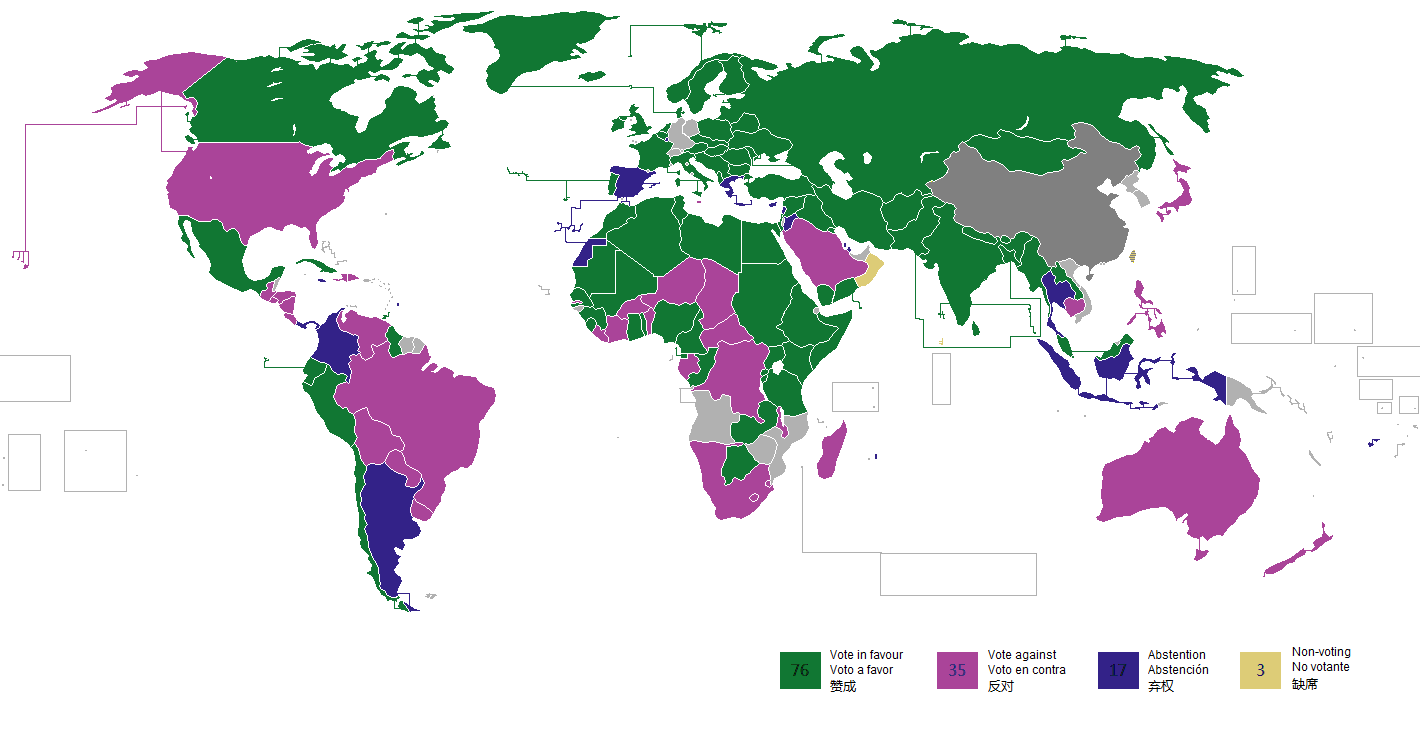
綠色國家表示在1971年的投票中反對中華民國續留聯合國，即《聯合國大會2758號決議》，波赫當時是南斯拉夫的波士尼亞與赫塞哥維納社會主義共和國，由南斯拉夫作為主權國家參與投票。

2012年6月20日，波士尼亞與赫塞哥維納政府於部長會議決定給予中華民國國民可以免簽證入境，於完成政府公報刊登及後續行政程序後正式實施。
2014年5月，援贈波士尼亞與赫塞哥維納之波赫聯邦8萬美元協助洪水災害重建。
2014年6月，簽署《中華民國國際經濟合作協會與波赫外貿商會合作瞭解備忘錄》。

## 經濟

### 貿易
| 年分 | 貿易總額  | 貿易總額 | 貿易總額 | 出口至波赫 | 出口至波赫 | 出口至波赫 | 自波赫進口 | 自波赫進口 | 自波赫進口 | 順逆差  |
| 年分 | 金額      | 年增減   | 排名     | 金額       | 年增減     | 排名       | 金額       | 年增減     | 排名       | 順逆差  |
| ---- | --------- | -------- | -------- | ---------- | ---------- | ---------- | ---------- | ---------- | ---------- | ------- |
| 2017 | 5,163,909 | ▲11.9%   | 164      | 2,698,735  | ▲34.1%     | 156        | 2,465,174  | ▼5.2%      | 141        | 順差 -- |
| 2018 | 7,457,439 | ▲44.4%   | 150      | 3,991,976  | ▲47.9%     | 149        | 3,465,463  | ▲40.6%     | 131        | 順差▲   |
| 2019 | 7,972,007 | ▲6.9%    | 153      | 5,166,983  | ▲29.4%     | 146        | 2,805,024  | ▼19.1%     | 135        | 順差▲   |
| 2020 | 5,835,808 | ▼26.8%   | 155      | 3,868,544  | ▼25.1%     | 154        | 1,967,264  | ▼29.9%     | 143        | 順差▼   |
| 2021 | 9,011,509 | ▲54.4%   | 151      | 6,402,797  | ▲65.5%     | 142        | 2,608,712  | ▲32.6%     | 136        | 順差▲   |
| 2022 | 7,304,667 | ▼18.9%   | 156      | 4,730,957  | ▼26.1%     | 152        | 2,573,710  | ▼1.3%      | 137        | 順差▼   |
| 2023 | 8,495,641 | ▲16.3%   | 148      | 4,741,202  | ▲0.2%      | 150        | 3,754,439  | ▲45.9%     | 129        | 順差▼   |
| 2024 | 7,475,070 | ▼12.0%   | 155      | 4,188,174  | ▼11.7%     | 150        | 3,286,896  | ▼12.5%     | 135        | 順差▼   |

2023年的兩國貿易項目如下：
出口至波赫的前10大項目為：不鏽鋼扁軋製品；電話機（包括智能手机），以及其他傳輸或接收聲音、圖像之有線或无线网络通訊器具；自行車或機動車輛用之電氣照明或信號設備、擋風板刮刷器、去霜或去霧器；不論是否動力操作之手工具或機床之可互換工具；碟片、磁带、固態非揮發性儲存裝置、智慧卡與其他錄音或錄製之媒體；示波器、频谱分析仪與其他供計量或檢查電量之儀器與器具，供計量或偵測X光、阿爾法、貝他、伽馬放射線、宇宙或其他離子輻射線用之儀器與器具；特定用途機器之零件與附件；特殊物品，含出口未超過5萬新臺幣之小額報單與其他零星物品；一般或競技運動、戶外遊戲用物品與設備、游泳池與袖珍游泳池；自動資料處理機、磁性或光學閱讀機等。
自波赫進口的前10大項目為：金屬加工機床、金屬或金屬碳化物加工用壓床；女用或女童用服飾；其他家具及其零件；以皮革製面鞋靴；離心分離機、液體或氣體過濾與淨化機具；特定用途機器之零件與附件；乐器之零件與附件、節拍器、音叉與簧律管；座物及其零件；家用電動用具；絕緣電線、電纜與其他絕緣電導體等。

### 投資
根據中華民國經濟部投資審議司統計，截至2024年1月，臺商對波赫無直接投資紀錄；波赫對臺灣的總投資金額為6,000美元，計有1件。

### 會展
2015年4月14日，外交部委託中華民國對外貿易發展協會（外貿協會）組團參加「2015年波赫莫斯塔爾國際商展」，該展是波赫規模最大商展。外貿協會是第4次組團參展，也是首度接受主辦單位邀請擔任夥伴國（Partner Country），中華民國國旗與其他參展國國旗同時出現。

## 簽證

持中華民國護照的中華民國國民簽證要求分布圖：入境波士尼亞與赫塞哥維納可以免簽證。

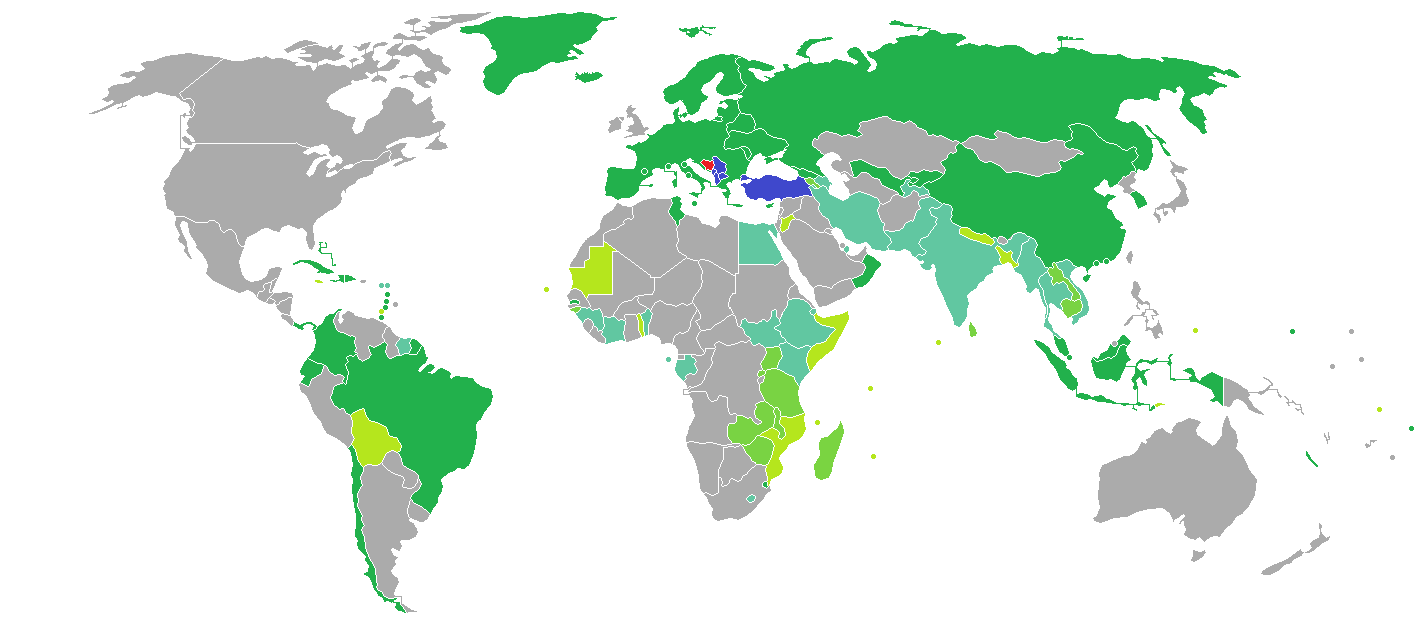
持波士尼亞與赫塞哥維納護照的波赫國民簽證要求分布圖：入境中華民國可以電子簽證。

持有載明身分證字號的中華民國護照之中華民國國民可以免簽證的方式入境波士尼亞與赫塞哥維納，每6個月期間內總計可停留90天。
持有波赫護照的波赫國民可以電子簽證入境中華民國，停留最多30天並不得延期，免簽證費。

## 交通

### 航空

#### 客運
兩國無直航班機，可經由（不計航點遠近，截至2023年7月4日）：
- 臺北→杜拜、伊斯坦堡、法蘭克福、維也納，再轉機前往波士尼亞與赫塞哥維納的國際機場（英语：List of airports in Bosnia and Herzegovina）。[10]

### 駕車
可持中華民國國際駕駛執照於波赫駕車。

## 外部連結
- 中華民國外交部－波士尼亞與赫塞哥維納簡介 （页面存档备份，存于）
- 駐匈牙利台北代表處
- 外交部領事事務局－國外旅遊警示分級表
- 中華民國衛生福利部－國際旅遊疫情建議等級
- 中華民國國際經濟合作協會 （页面存档备份，存于）